# Kaz (scénariste américain)
Pour les articles homonymes, voir Kaz.
Kaz, de son vrai nom Kazimieras G. Prapuolenis, né le 31 juillet 1959  à Hoboken dans le New Jersey, est un auteur de bandes dessinées américain du courant underground ainsi qu'un scénariste et artiste de storyboards, principalement pour des séries télévisées d'animation .

## Biographie
Il a étudié à l'école School of Visual Arts de New York.
Il a dessiné pour RAW et pour la revue underground Weirdo.
Il vit à Hollywood en Californie avec son épouse Linda Marotta.

## Bande dessinée
- Terrain vague (trad. de : Underworld, 1998) Éd. Cornélius, coll.«Pierre» , 2001  (ISBN 2-909990-34-6)
- Terrain vague 2 (trad. de  : Underworld 2, 1998), Éd. Cornélius, coll.«Pierre», 2004  (ISBN 2-909990-74-5)

## Filmographie
| Année | Titre                          | Format                      | Métier                              |
| ----- | ------------------------------ | --------------------------- | ----------------------------------- |
| 1999  | Thanks a Latte                 | Téléfilm                    | Département art                     |
| 2002  | Bob l'éponge (2002-2004)       | Série télévisée d'animation | Scénariste Directeur de storyboards |
| 2002  | God Hates Cartoons             | Vidéo                       | Réalisateur                         |
| 2005  | Les Noces funèbres             | Film d'animation            | Additional storyboard artist        |
| 2005  | Camp Lazlo (2005-2008)         | Série télévisée d'animation | Scénariste Directeur de storyboards |
| 2009  | Phinéas et Ferb (2009-2013)    | Série télévisée d'animation | Scénariste Artiste de storyboards   |
| 2015  | Objectif Blake ! (depuis 2015) | Série télévisée d'animation | Scénariste Producteur               |